# Pirobazìa

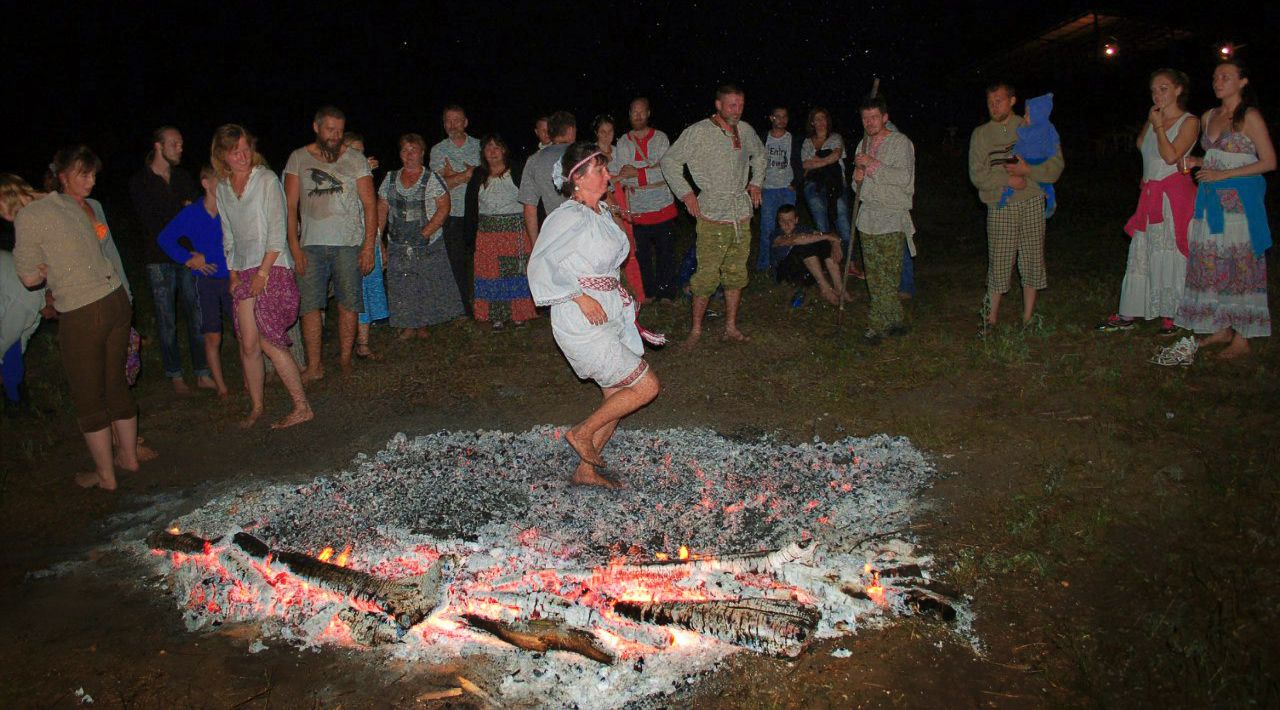
Pirobazia: camminata sui carboni ardenti

La pirobazìa è l'atto di attraversare a piedi nudi un letto di braci ancora ardenti, o più raramente un percorso di fiamme, senza riportare danni o scottature.

## Etimologia
La parola pirobazia deriva dai termini piro- (che deriva dal greco pŷr pyrós, fuoco ) e -bazia (per indicare acrobazia.)
Come per altri termini, negli ultimi anni il termine italiano viene talvolta sostituito dal relativo inglese, ovvero firewalking.

## Credenze
Nelle culture in cui viene praticato spesso si ritiene che quest'attività sia possibile con l'aiuto di una forza soprannaturale, di una forte fede o di una specifica capacità di concentrazione di un individuo.
La pratica della pirobazia è normalmente associata a differenti ambiti quali la crescita personale, il fachirismo ed alcuni riti di iniziazione o religiosi come quello praticato dai Nestinari in Bulgaria e riconosciuto dalla UNESCO patrimonio immateriale dell'umanità. L'effetto spettacolare e l'eccezionalità del gesto, in apparente contrasto con i principi della fisica e della salvaguardia della persona, sono un elemento di forte attrattività e interesse generale.

## Storia
Nonostante le molteplici affermazioni secondo le quali la camminata sui carboni ardenti abbia origini millenarie, sembrano al momento mancare elementi documentali a supporto. Risultano comunque disponibili documenti  su questa pratica che rendono plausibile ipotizzare un'origine antica, legata a rituali tribali.
Il pirobazìa è praticata come rito tradizionale da:
- I clan Sawau dell'isola di Beqa, 10 chilometri (6,2 miglia) a sud di Viti Levu nelle Isole Figi.[7][8][9][10] Il fenomeno è stato esaminato nel 1902 quando era già un'attrazione turistica nel testo "Probable Explanation of the Mystery".[11]
- Cristiani ortodossi in regioni della Grecia (vedi Anastenaria) e Bulgaria (vedi nestinari), durante alcune feste religiose popolari.[12][13] In Bulgaria attualmente sarebbero attive solo una quindicina di coppie che portano avanti la tradizione: la danza sul fuoco in Bulgaria infatti viene praticata da una coppia (uomo e donna).
- tribù in tutta la Polinesia, documentato in giornali scientifici (con foto e canti) pubblicati tra il 1893 e il 1953.[14]

Inoltre questa pratica viene talvolta utilizzata nei seminari aziendali, di lavoro di squadra e nei laboratori di autoaiuto come esercizio di rafforzamento dell'autostima.

## La pratica
Per effettuare la camminata sui carboni ardenti è richiesta la preparazione di un letto di braci che raggiunge temperature intorno agli 800° e le cui dimensioni sono di circa un metro di larghezza per circa tre o quattro di lunghezza. Le braci vengono solitamente prodotte dalla combustione di una pira preparata per consentire che l'esperienza possa aver luogo all'imbrunire, cosa che ne valorizza l'effetto scenico grazie al contrasto tra il bagliore delle braci e l'oscurità dell'ambiente circostante. L'area destinata ad accogliere la pira e successivamente utilizzata per costruire il tappeto di braci risulta solitamente essere un prato o manto erboso. Non ci sono effettivi elementi a supporto che questo possa incidere favorevolmente a preparare i piedi del soggetto o a ridurne gli effetti al termine dell'esperienza.

## Spiegazioni
Esistono diverse e differenti teorie volte a spiegare la pratica della pirobazia, alcune delle quali richiamano determinati aspetti della fisiologia umana e la quantità di tempo in cui i piedi sono a contatto con le braci, che sarebbe insufficiente a indurre bruciature per la loro scarsa capacità di condurre il calore.
Inoltre Jearl Walker ha postulato che camminare sui carboni ardenti con i piedi bagnati possa isolarli in virtù dell'effetto Leidenfrost.
Non mancano ipotesi sull'accesso a particolari stati di coscienza alterati o focus interiore, fino ad arrivare ad ipotizzare capacità paranormali.
Nessuna di queste trova al momento riscontro in verifiche sperimentali condotte con metodo scientifico, mentre risultano invece esserci sperimentazioni che hanno screditato alcune di queste tesi come nell'esperimento condotto del professore inglese Richard Wiseman.
In Italia la pirobazia è stata oggetto di studio da parte di alcuni membri del CICAP. In particolare Stefano Bagnasco evidenzia come sia nota la possibilità di camminare per alcuni passi su braci senza la presenza di fiamme e con temperature intorno agli 800 °C rimanendo illesi, seppure sia difficile spiegare esattamente il fenomeno per alcuni aspetti pratici, quali la creazione di un modello matematico, in ragione delle molteplici variabili, o di un'analisi empirica vista la numerica di esperimenti che andrebbero condotti.

### Fattori che prevengono le bruciature
- L'acqua ha una capacità termica molto elevata (4.184 J g−1 K−1), mentre le braci ne hanno una molto bassa. Pertanto, la temperatura del piede tende a variare meno rispetto a quella dei carboni.
- Solo alcune parti delle braci vengono effettivamente a contatto con i piedi che sono irrorarti da un flusso di sangue che agevola la diffusione del calore.
- Quando le braci si raffreddano, la loro temperatura scende al di sotto del punto di infiammabilità, quindi smettono di bruciare non generando nuovo calore.
- Durante la camminata i piedi dei praticanti sono in contatto solo per brevi periodi con le braci.

### Rischi della pratica
Il rischio di ustione nella pratica della pirobazia  è elevato e impossibile da scongiurare. L'adozione di alcuni accorgimenti, come evitare percorsi eccessivamente lunghi, evitare di correre o saltare sulle braci, sembrano risultare funzionali a ridurne la probabilità pur non potendola escludere.
- Hanno riportato ustioni alcuni praticanti che sono rimasti troppo a lungo a contatto con le braci.
- Correre sulle braci aumenta il rischio di scottature in quanto il piede affonda maggiormente nelle braci.
- Oggetti estranei specie se di metallo possono risultare pericolose e arrecare ustioni, a causa dell'elevata conduttività termica.
- La presenza di braci fresche, ossia in una fase iniziale di combustione, possono risultare maggiormente pericolose in quanto possiedono percentuali ancora elevate di acqua avente un'elevata conduttiva termica.
- I piedi bagnati possono far aderire ad essi le braci prolungandone i tempi di contatto.

## Tradizione e finalità
I teorici sociali hanno a lungo sostenuto che l'esecuzione di intensi eventi collettivi quali la camminata sui carboni ardenti permane in quanto funzione di base della socializzazione, come la coesione sociale, il team building e così via. Émile Durkheim ha attribuito questo effetto alla nozione teorizzata di esuberanza collettiva, in cui l'eccitazione collettiva si traduce in una sensazione di solidarietà e integrazione. Uno studio scientifico condotto durante un rituale di pirobazia nel villaggio di San Pedro Manrique, in Spagna, ha mostrato una sincronizzazione dei ritmi cardiaci tra i praticanti e gli spettatori. In particolare, i livelli di sincronicità dipendevano anche dalla vicinanza sociale. Questa ricerca suggerisce che esiste una base fisiologica per i rituali religiosi collettivi, attraverso l'allineamento degli stati emotivi, che rafforza le dinamiche di gruppo e produce un'identità comune tra i partecipanti.